# Varanus bushi
Varan du Pilbara
Espèce
Statut CITES
Varanus bushi est une espèce de sauriens de la famille des Varanidae.

## Répartition
Cette espèce est endémique de la région de Pilbara dans l’État d'Australie-Occidentale en Australie.

## Étymologie
Cette espèce est nommée en l'honneur de Brian Bush.

## Publication originale
- Aplin, Fitch & King, 2006 : A new species of Varanus Merrem (Squamata: Varanidae) from the Pilbara region of Western Australia, with observations on sexual dimorphism in closely related species. Zootaxa, n. 1313, p. 1–38.